# ルネ・ド・サヴォワ
ルネ・ド・サヴォワ（René de Savoie, 1473年ごろ - 1525年3月31日 パヴィーア）は、仏伊国境地帯の諸侯サヴォイア家の成員で、ヴァロワ朝時代フランスの廷臣・軍人。ヴィラール伯爵（1497年）およびタンド伯爵（1501年）、フランス宮内長官といった高位高官を得て権勢を振るい、「サヴォワ家の大私生児（Le Grand Bâtard de Savoie）」と呼ばれた。

## 生涯

### 出自
サヴォイア公フィリッポ2世 と妾のリベーラ・ポルトネーリ（Libera Portoneri）の間の非嫡出子レナート（Renato di Savoia）として、1473年ごろに生まれた。生母には異説があり、サン＝シモン公爵やジェルマン、ギシュノンといった一部の歴史家の記述に従えば、ボナ・ディ・ロマニャーノ（Bona di Romagnano）という別の妾だとされる。1496年、父の死の前年に作成された遺言状において認知・準正された。庶子にもかかわらず、嫡出の3人の弟たちに次ぐ家督継承順位第4位に位置付けられていた。
親族封（アパナージュ）としてブレスの所領を授けられた。ルネの準正子としての地位は1497年父からサヴォイア公爵位を継いだ異母弟フィリベルト2世によって確認され、 その後1499年、神聖ローマ皇帝マクシミリアン1世による確認を受けて、公爵による2度目の確認が行われた。1500年サヴォイア公国軍の陸軍中将となる。ギシュノンによれば、ルネの短期間での出世は、公爵フィリベルトがルネの支援者だったマクシミリアン皇帝の娘マルグリートと結婚したおかげだった。
1501年1月28日タンドで、タンド伯爵領の女子相続者アンヌ・ラスカリスと結婚。結婚に伴いニース総督となる。また結婚後、義父のタンド伯ジャナントニオ2世はタンド伯領の大部分の統治を娘婿ルネに任せた。婚姻契約に基づき、ルネはタンド伯爵の称号と紋章を使用するようになる。

### サヴォイア公家との対立
ルネの結婚と同年に公爵フィリベルト2世とオーストリア大公女マルグリートの婚礼も行われたが、公爵夫人マルグリートはまもなくルネを敵視するようになる。これが影響し、公爵夫人の父マクシミリアン皇帝は一度は宣言したルネの準正の確認を取り消した。マルグリートは夫に対する政治的影響力を強めるため、夫の庶兄ルネを除こうとし、1503年公爵フィリベルト自身にもルネの準正確認の撤回を行わせた。
ボニヴァール（Bonivard）という家臣と公爵フィリベルトとの間で交わされた会話についての、ボニヴァールの息子による証言が、ジュネーヴの年代記に残されている：
ルネはフランスに出国し、異母妹のアングレーム伯爵未亡人ルイーズの許に身を寄せた。サヴォイアではルネに対する裁判が行われ、サヴォイア公国内のルネの全財産が没収された。ヴィラール伯爵領はマルグリートの寡婦財産（化粧料）の一部とされ、ルネにはプロヴァンス伯やジェノヴァ共和国の封土であり妻の権利によって所有するタンド伯爵領のみが残された。
フィリベルト2世は1504年に子のないまま死に、その弟カルロ3世が後を継いだ。ルネは侍従のジャック・ド・ビュシー（Jacques de Bussy, Seigneur d‘Eyria）が公爵のフルーツポマンダーに毒を入れて殺害したと告発し、毒物はピエモンテのある外科医がリヨンで調達したものであると主張した。張本人とされた外科医は拷問され罪を自白させられた。
1509年舅のジャナントニオ2世が死ぬと、タンドのすべての封臣と領民はルネ夫妻に忠誠を誓った。

### フランスの廷臣
ルネ自身は1510年7月20日、タンド伯としてフランス王ルイ12世に臣従礼を行った。1515年1月1日にルイ12世が死ぬと、ルネの妹ルイーズの長男がフランソワ1世として次のフランス王に即位した。1515年2月11日、フランソワ1世は伯父ルネをプロヴァンス州知事およびプロヴァンスの大セネシャルに任命した。フランソワ1世は先王ルイ12世からミラノ公国の相続権をめぐるイタリア戦争（カンブレー同盟戦争）をも引き継いでおり、係争状態にあったスイス原初同盟に対する使節としてルネをスイスに派遣した。ルネは1515年9月のマリニャーノの戦いに参加した。フランソワ王はこの戦闘での戦功を理由に、1519年10月31日付の開封勅許状で伯父ルネをフランス宮内長官に任命した。
1519年又は1520年ごろ、ルネは「ボナヴェンチュラ［幸運］の聖母マリア（Sainte Marie de Bonaventure）」号あるいは「偉大な女主人（La Grande Maîtresse）」号と呼ばれるキャラック船を建造し、この船はフランス船団の提督旗艦として使われた。同船は1520年10月マルセイユを出航して、オスマン帝国侵攻の脅威にさらされるロドス島の聖ヨハネ騎士団を守るために派遣され、1521年1月6日にマルセイユへ帰還した。この遠征中、1520年10月に提督クリストフ・ド・シャノワ（Christophe de Chanoy）が寄港地ベイルートで殺害されている。
同船は1522年5月ジェノヴァ共和国救援のため2度目の遠征に出発、ルネが提督を務めたが、実際の指揮は陸軍中将ペドロ・ナバロが執った。同船は1524年、ブルボン公爵によるマルセイユ包囲の際はマルセイユ市の防衛軍に対する物資補給を行った。ルネは1524年6月28日から1525年4月30日までの10か月間、自分の船をフランス王に貸し出したという名目で、甥フランソワ1世から毎月1500エキュの賃料を受け取っていた。ルネの死後、妹の王母ルイーズが船の見積書を作成し、フランソワ1世王が見積書に基づいてルネの未亡人アンヌから船を買い取っている。
1525年2月24日から25日にかけてのパヴィーアの戦いで負傷し、敵側の捕虜となった。彼は息子が身代金を工面する前に、傷が元で捕虜のまま死去したと考えられている。遺骸はタンド聖母被昇天教会のサン＝ルイ礼拝堂に安置された。
サヴォイア公エマヌエーレ・フィリベルトは1562年1月2日付の開封勅許状の中で、伯父ルネの子孫であるタンド伯爵家にはサヴォイア公国の継承権が認められることを言明している。

## 子女
妻アンヌとの間に以下の子があった。
- クロード （1507年 - 1566年） - タンド伯、1561年よりソムリーヴ伯、プロヴァンス州知事（在任1525年 - 1566年[11]）
- マドレーヌ（1510年ごろ - 1586年） - 1526年[14]フランス大元帥アンヌ・ド・モンモランシー公爵と結婚
- オノラ（1511年 - 1580年） - ヴィラール侯爵、タンド伯、ソムリーヴ伯、フランス元帥、フランス提督
- マルグリート（? - 1591年） - ブリエンヌ伯アントワーヌ2世と結婚
- イザベル（生没年不詳） - デュ・ブシャージュ伯ルネ・ド・バタルネー（アンベール・ド・バタルネー（英語版）の孫）と結婚、娘マリーはアンヌ・ド・ジョワイユーズ（英語版）公爵の母

## 引用・脚注
1. 1 2  Guichenon, S. 607
2. 1 2  Treccani
3. 1 2  Michel Germain, Personnages illustres des Savoie, Autre Vue, 2007, S. 520, ISBN 978-2-915688-15-3.
4. 1 2 3  Luise Clotilde Gentile, Les bâtards princiers piémontais et savoyards, Revue du Nord, Nr. 31, 2015, S. 387–410, in: E. Bousmar,A. Marchandisse, Ch. Masson, B. Schnerb (Hrsg.), La bâtardise et l'exercice du pouvoir en Europe du 13e au début du 16e siècle, Villeneuve d’Ascq, Revue du Nord, 2015 (Hors série, Collection Histoire, Nr. 31).
5. 1 2 3 4 5 6 7 8 9 10 11 12 13 14 15 16  Guichenon, S. 239f
6. ↑  Aubert, 1774, S. 739–742
7. 1 2  Comtes de Tende de la maison de Savoie, 1889, S. 6
8. ↑  Charles de Ribbe, La société provençale à la fin du Moyen Âge, d'après des documents inédits, Paris, Perrin, 1898, S. 451
9. ↑  Charles Buet: Les Ducs de Savoie au XVe-XVIe siècle, 1878.
10. 1 2  Comtes de Tende de la maison de Savoie, 1889, S. 15
11. 1 2  Atlas historique de la Provence
12. ↑  Max Guérout, Bernard Liou, La Grande Maîtresse, nef de François Ier: recherches et documents d'archives, Presses de l'Université Paris-Sorbonne, Paris, 2001, ISBN 2-84050-184-8
13. ↑  Paolo Cozzo, Stratégie dynastique chez les Savoie: une ambition royale, XVI-XVIII siècle, in: Juliusz A. Chrościcki, Mark Hengerer, Gérard Sabatier, Les funérailles princières en Europe, XVIe-XVIIIe siècle : Volume I : Le grand théâtre de la mort, Les Editions de la MSH, 2015, ISBN 978-2-7351-1686-7
14. 1 2  Samuel Guichenon, Tome troisième, S. 241